# Numerická klávesnice počítače

Numerická klávesnice jako součást počítačové klávesnice

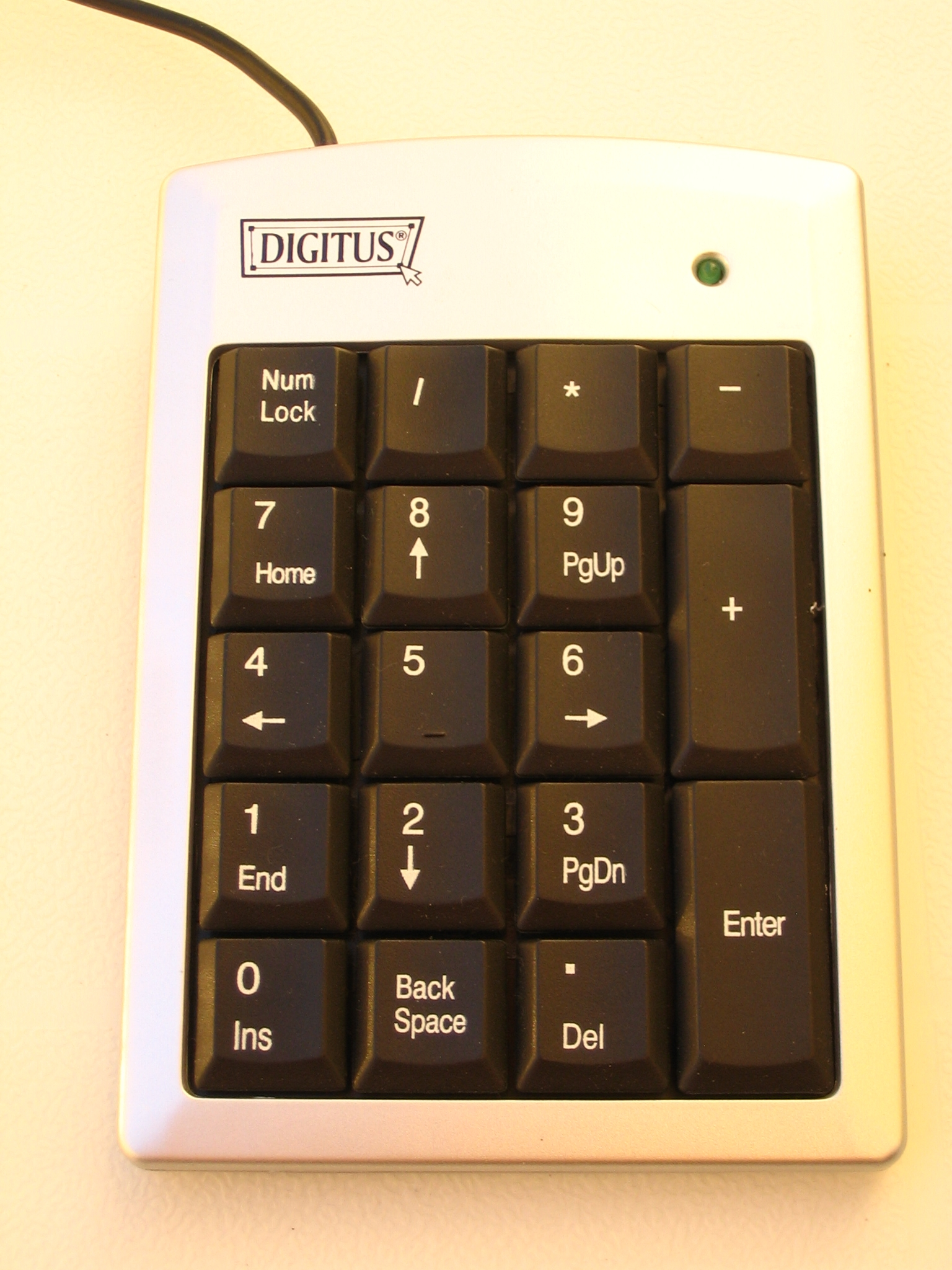
Samostatná numerická klávesnice

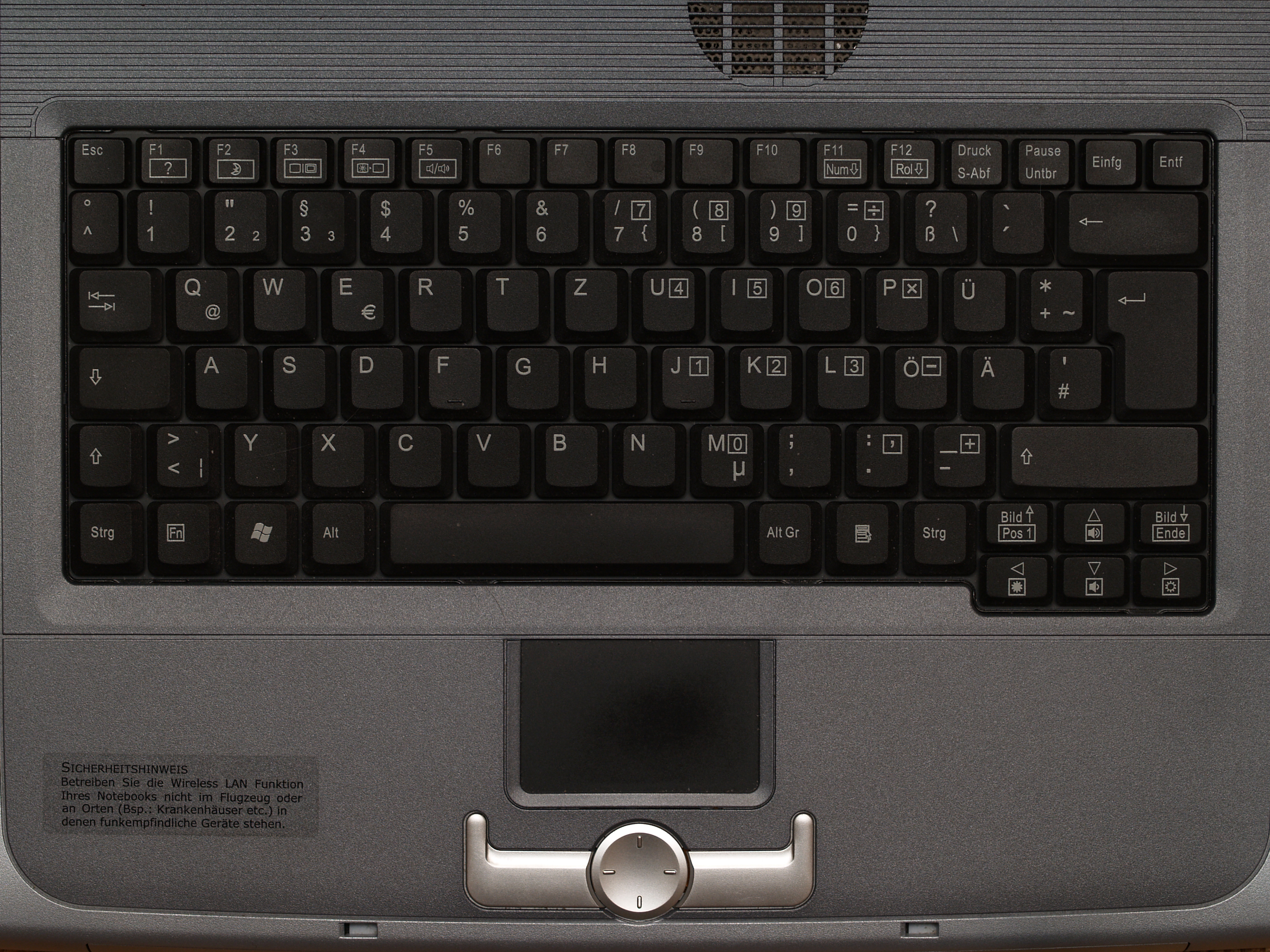
klávesnice notebooku s integrovanou numerickou klávesnicí v pravé části (Symboly numerické klávesnice jsou v tomto případě umístěny v pravém horním rohu kláves a zvýrazněny rámečkem.)

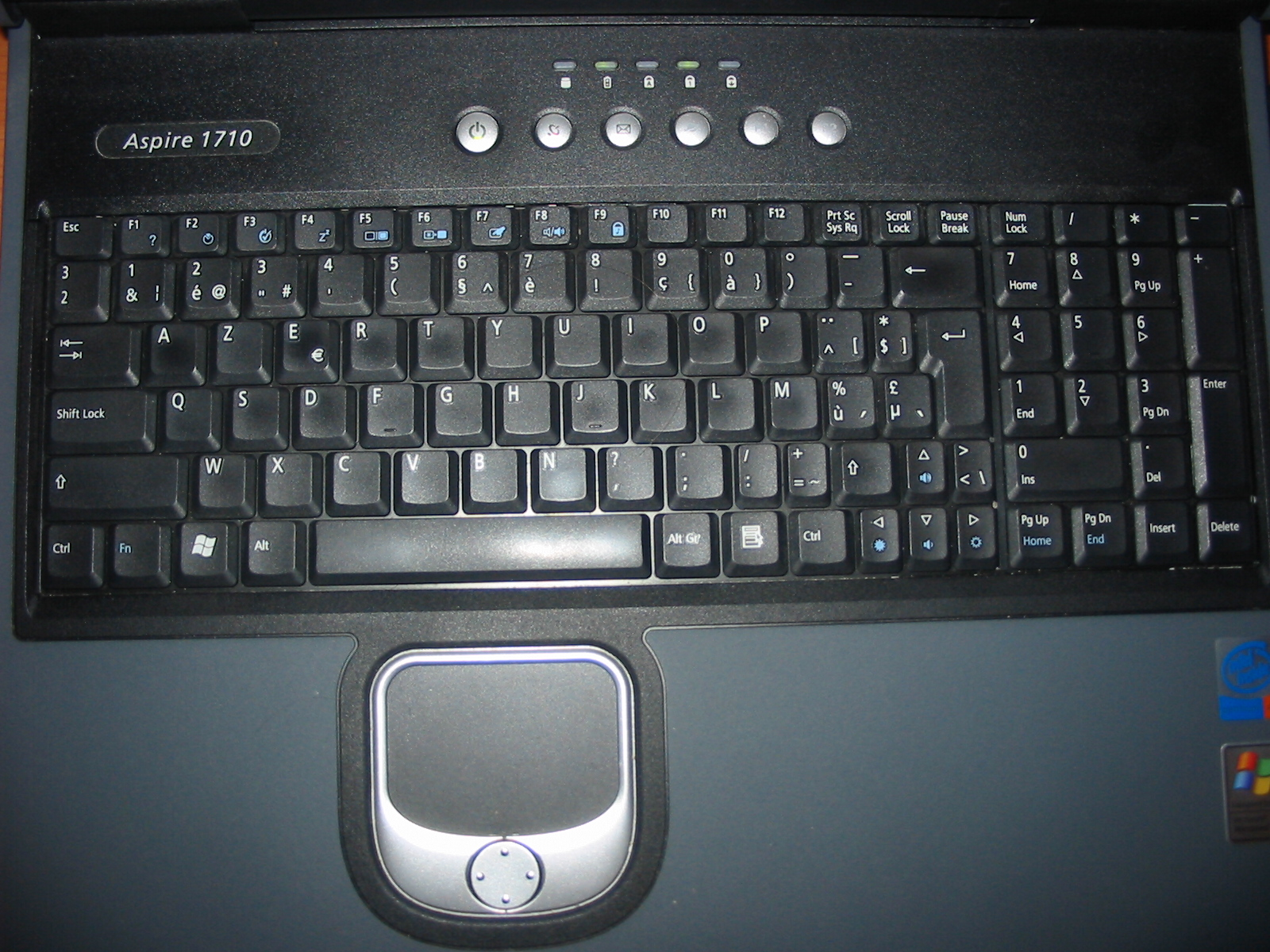
klávesnice notebooku se samostatnou numerickou klávesnicí vpravo

Numerická klávesnice počítače je obvykle 17klávesová část klávesnice, která umožňuje efektivní zadávání čísel. Myšlenku 10klávesové části klávesnice původně vymyslel Tadao Kashio, vývojář kalkulaček Casio.
Klávesy numerické klávesnice jsou číslice 0 až 9, + (plus), - (minus), *(násobení), / (dělení, též lomítko), . (desetinná tečka), Num Lock a ↵ Enter.
Numerická klávesnice bývá umístěna jako samostatný oddíl napravo. Klávesnice notebooku obvykle nemají samostatnou numerickou klávesnici, ta ale může být integrována v rámci alfanumerické klávesnice. Nejedná se však v tomto případě o číselnou řadu v její horní části, nýbrž o skupinu kláves s jinou primární funkcí, zachovávající přibližně stejné uspořádání, jako má numerická klávesnice. Vstup klávesnice lze zajistit přidržením pomocné klávesy (obvykle označené Fn) a stiskem těchto kláves. Obzvláště velké notebooky (obvykle ty s 15,6palcovými nebo většími obrazovkami) mohou mít prostor pro samostatnou numerickou klávesnici a mnoho společností prodává samostatné numerické klávesnice, které lze připojit k počítačům či notebookům přes USB (z nichž mnohé také přidávají mezerník vedle 0, kde se nachází palec, a další klávesa 00, který je typický pro moderní mechanické a registrační pokladny).
Někdy je nutné rozlišovat mezi klávesou na numerické klávesnici a ekvivalentní klávesou na klávesnici. Například v závislosti na použitém softwaru může stisknutí klávesy numerické klávesnice 0 vést k jinému výsledku než stisknutí 0 u kláves s písmeny a čísly. V takových případech může být specifikován klíč specifický pro numerickou klávesnici, jako je Numpad 0, Num 0 nebo podobně, aby se zabránilo podobnosti.
Numerické klávesnice obvykle pracují ve dvou režimech. Když je funkce Num Lock vypnutá, fungují klávesy 8, 6, 2 a 4 jako šipky nahoru / dolů, pravá a levá; a 7, 9, 3 a 1 funkce, jako je Home, PgUp, PgDn a End. Když je funkce Num Lock zapnutá, číselné klávesy napíšou odpovídající číslo (viz dole v tabulce). Na počítačích Apple Macintosh bez Num Locku numerická klávesnice vytvoří pouze čísla; Klávesa Num Lock je nahrazena klávesou Clear.
| Jméno klávesy | Numlock zapnut | Numlock vypnut |
| ------------- | -------------- | -------------- |
| Numpad 1      | 1              | klávesa End    |
| Numpad 2      | 2              | šipka dolů     |
| Numpad 3      | 3              | Page Down      |
| Numpad 4      | 4              | šipka vlevo    |
| Numpad 5      | 5              | žádná funkce   |
| Numpad 6      | 6              | šipka vpravo   |
| Numpad 7      | 7              | klávesa Home   |
| Numpad 8      | 8              | šipka nahoru   |
| Numpad 9      | 9              | Page Up        |
| Numpad 0      | 0              | klávesa Insert |
| Numpad .      | . (tečka)      | klávesa Delete |

Uspořádání číslic na numerické klávesnici s klávesami 7 - 8 - 9 se dvěma řádky nad klávesami 1 - 2 - 3 je převzato z kalkulačky a elektronické pokladny. Od rozložení klávesnice Touch-Tone se výrazně liší, že telefony mají klávesy 1 - 2 - 3 nahoře a klávesy 7 - 8 - 9 ve třetí řadě dole.
Numerická klávesnice je užitečná pro rychlé zadávání dlouhých čísel, například v tabulkách, finančních a účetních programech. Je také užitečná v počítačích se systémem Windows pro zadávání klávesových zkratek začínajících na [Alt pro speciální symboly, například symbol stupňů, °, tj. Alt + 0 + 1 + 7 + 6. Technicky platí, že metoda z předchozího příkladu používají úvodní 0 (náhradní kód ANSI), funguje pouze při použití se soukromými klávesy numerické klávesnice, takže ji lze psát méně dvojznačně s jedním ze symbolů uvedených výše. Při zadávání hexadecimální hodnoty Unicode by pouze klávesa numerické klávesnice + měla být pouze úvodní '+'.

## Měření rychlosti
Rychlost psaní na numerické klávesnici se měří v počet kláves za hodinu (KPH). Pro práci s počítači je doporučená rychlost 9000 KPH. Expert napíše až 12 000 KPH.